# Алізе Жакоте
Алізе́ (фр. Alizée, IPA: [а.li.ze]), повне ім'я — Алізе́ Жакоте́ (фр. Alizée Jacotey; нар. 21 серпня 1984) — французька співачка й танцюристка.
Пісні Алізе поєднують відмінні вокальні дані й мелодії в стилі французької поп-музики. Алізе виконує і повільні й душевні композиції, і ритмічні, танцювальні пісні. Також вийшло кілька реміксів на її популярні пісні. Офіційно вийшло п'ять студійних альбомів Алізе й один концертний. 
Також займається благодійністю, входячи до складу групи знаменитостей «Les Enfoirés», що дає благочинні концерти щороку, а дохід від концертів іде в «Les Restaurants du Coeur» («Ресторани Серця») — фонд допомоги бідним. Алізе брала участь у цих концертах у 2001 і 2002 року.

## Життєпис

### Дитинство
Алізе Жакоте народилася в місті Аяччо (фр. Ajaccio), на узбережжі французького острова Корсика (фр. Corse). Її батько — комп'ютерний фахівець, мати — підприємиця. Алізе має молодшого на чотири роки брата Johann. Походження її імені пов'язане із французьким перекладом слова «пасат» (фр. alizé). З ранніх років Алізе захоплювалась музикою і танцями. Уже в чотири роки вона чудово танцювала, а незабаром почала навчатися танців у корсиканській танцювальній школі фр. Ecole du Spectacle Monique Mufraggi.
1995 року 11-річна Алізе брала участь у конкурсі, організованому колишньою французькою авіакомпанією Air Outre Mer (нині Swissair). Необхідно було намалювати малюнок на фюзеляжі літака, зображеного на спеціальному бланку. Алізе перемогла в цьому конкурсі і, крім виграної нею поїздки на Мальдіви, її малюнок зобразили на справжньому літаку в повний розмір, а літак назвали її ім'ям. У грудні 1999 року Алізе вперше брала участь у телевізійному музичному конкурсі під назвою «Починаюча зірка» (фр. Graines de Star), що проходив на французькому телеканалі «M6» (фр. Métropole 6). Спочатку Алізе хотіла виступити на конкурсі з танцювальним номером, але дізнавшись, що в цій номінації можуть брати участь тільки гурти, вирішила брати участь у вокальній частині конкурсу і виконала пісню англійською. Не пройшовши в наступний етап конкурсу, Алізе повернулася на сцену «Починаючої зірки» за місяць. Вона виконала пісню французької співачки Аксель Ред (фр. Axelle Red) під назвою «Моя молитва» (фр. Ma Prière) і виграла конкурс. Більш того, Алізе отримала свою першу музичну нагороду «Meilleure Graine», як найперспективніша молода співачка.

### Початок кар'єри
Її перемога на конкурсі не залишилася непоміченою, і незабаром відома французька співачка Мілен Фармер і композитор Лоран Бутонн (фр. Laurent Boutonnat), що шукали молоде дарування з прекрасним голосом для створення спільного проєкту, запропонували Алізе почати вокальну кар'єру. Алізе погодилася працювати в новому творчому колективі і після кількох студійних прослуховувань почала кар'єру співачки.
Алізе після виходу свого першого альбому поставала в сексуалізованому образі Лоліти, насправді будучи «скромною тихою особою і звичайною міською підліткою». Боязка і сором'язлива Алізе дуже любила перебувати в центрі уваги фанів. Дорослішаючи, а також випустивши другий альбом, Алізе змінила «образ Лоліти» на «образ дівчини», що подорослішала, а сенс пісень став «дорослішим». Алізе продовжує займатися танцями, зокрема відмінно володіє навичками класичних танців, джазових танців, балету і фламенко. Вона захоплюється футболом і вболіває за футбольний клуб ФК «Аяччо». Займається тайським боксом для підтримки форми.

## Хронографія кар'єри

### 2000 рік
Перший сингл Алізе на пісню «Moi. Lolita» («Я. Лоліта») вийшов 19 травня, а 26 липня з'явився її перший відеокліп на цю пісню. Кліп на одну з її найпопулярніших пісень зняли під керівництвом Лорана Бутонна фактично за кілька днів, події кліпу відбувалися в одному з паризьких нічних клубів під назвою «Les Bains Douches» і в містечку Сенліс (фр. Senlis). Алізе постає в образі спокусливої Лоліти (Лоліта — героїня однойменного роману Володимира Набокова), сільської дівчини, що потрапляє у велике місто. Пізніше сингл Алізе використовувався в рекламному відеоролику британского фільму «A Good Year», що вийшов 2006 року. Кліп відразу ж приніс славу співачці, міцно закріпившись у десятці хітів на найкращих хіт-парадах і не покидаючи їх упродовж пів року, а копії синглу були продані тиражем більше мільйона екземплярів.
Такий успішний початок кар'єри не залишив молоду Алізе без нагород. 17 листопада Алізе отримала свою першу музичну нагороду в номінації «Відкриття року» за версією телеканалу «M6». 28 листопада вийшов перший офіційний альбом Алізе під назвою «Gourmandises» («Ласощі»). Величезний успіх у Франції, а пізніше й у всій Європі та деяких країнах Східної Азії, альбом отримав багато в чому завдяки тому ж хіту «Moi. lolita», Алізе, що виконала публіці як Лоліту, «здатну розтопити серця багатьох чоловіків». Альбом умить отримав таку популярність, що вже за 3 місяці після випуску став платиновим, а кількість проданих у Франції копій альбому перевалила за 1 мільйон 300 тисяч. Тексти пісень альбому і музика були легкими, складеними в молодіжному стилі, і супроводжувалися гарним вокалом співачки. Алізе здобула популярність, проте давала дуже короткі інтерв'ю і не брала участі в жодних фотосесіях. Тоді ж, 28 листопада, для підтримки альбому вийшов ще один сингл під назвою «L'Alizé» («Пасат»), а 6 грудня уперше показали відеокліп «L'Alizé», який зняв режисер П'єр Стін (фр. Pierre Stine). Покази поза сумнівом сприяли збільшенню продажів альбому, хоча зміст самого кліпу був невигадливим: Алізе співає про себе серед мильних бульбашок, що літають повсюдно, на тлі красивої обстановки, виконаної у світлих тонах.

### 2001—2002 роки
2001 рік почався для Алізе з радісної ноти: 20 січня за підсумками 2000 року її відзначено другою у своєму житті професійною нагородою — популярною музичною премією французької радіостанції «NRJ» в номінації «Відкриття року». 24 квітня вийшов третій сингл Алізе під назвою «Parler tout bas» («Говорити зовсім тихо»), а 25 квітня — однойменний відеокліп, знятий під керівництвом Лорана Бутонна. Ліричні слова цієї пісні написані на повільну музику, а події кліпу навіть дещо похмурі: Алізе співає в оточенні живих ляльок, а наприкінці ховає одну з них, у такий спосіб ніби прощається з дитинством. Кліп вельми неоднозначно прийняли телеглядачі у Франції, тому це найневдаліший кліп співачки.
Літо 2001 року збільшило популярність Алізе за кордоном. У травні регіональні відділення компанії Universal Music в Нідерландах, Ізраїлі та Японії випустили локалізовані версії альбому «Gourmandises» і загальна кількість проданих альбомів у світі перевищила 4 мільйони копій.
25 липня вийшов відеокліп під назвою «Gourmandises», знятий на однойменну пісню з альбому Алізе. Режисер кліпу Ніколас Хідіроглу зняв кліп, цим продовжуючи серію кліпів Алізе, виконаних у молодіжному стилі. Події кліпу розгортаються за містом (кліп знімали у передмістях Парижа), куди Алізе з друзями виїжджає на пікнік. Кліп зняли у найкоротші терміни — за один день. Далі Алізе продовжує свої виступи на музичній сцені. 6 березня 2002 року вона отримує ще одну гучну нагороду — премію «World Music Award» («Всесвітня музична премія») на церемонії, що проходила в Монте-Карло. Після цього Алізе перериває свою музичну кар'єру на доволі довгий час.

### 2003 рік
Із 7 січня 2003 року на багатьох радіостанціях почала лунати нова пісня Алізе під назвою «J'en Ai Marre» («З мене досить», в Японії пісня знана як «Mon Bain de Mousse», англійська версія пісні — «I'm Fed Up!»), а Алізе часто стала з'являтися на телебаченні з новими інтерв'ю. Повідомлення про повернення Алізе почали з'являтися й у пресі. 19 лютого на телеканалах «M6» і «MCM» з'явився відеокліп на пісню «J'en Ai Marre». Кліп зняли під керівництвом Олів'є Мегатона (фр. Olivier Megaton) упродовж двох днів. Знімання відбувалося в Парижі у двох версіях: на французькій і англійській мовах. Події кліпу розгортаються у великому акваріумі, наповненому водою, усередині якого перебуває Алізе, що виконує роль «золотої рибки». 25 лютого вийшов сингл Алізе на пісню «J'en Ai Marre», який протримався на верхніх сходинках хіт-парадів лише кілька тижнів.
Сам сингл не отримав великої популярності, однак відеозапис презентації нового синглу на телешоу «Hit Machine» це один з популярних неофіційних відеокліпів у виконанні Алізе. 18 березня вийшов другий офіційний альбом Алізе під назвою «Mes Courants Électriques» («Мої електричні розряди»), продюсерами якого були все ті ж Мілен Фармер і Лоран Бутонн. Альбом мав не менший успіх, ніж попередній альбом, завдяки синглу «J'en Ai Marre». Французька версія альбому містить 11 пісень (пізніше, 15 квітня вийшла міжнародна версія альбому в якій до оригінальних 11 композицій було додано чотири пісні англійською мовою). Обсяг продажів другого альбому не такий високий порівняно з першим альбомом Алізе, у Франції він становив 400 тисяч копій. Наприкінці березня 2003 року Алізе взяла участь у церемонії вручення нагород «Eurobest», на якій зібралися переможці музичних конкурсів з дев'ятьох європейських країн. На церемонії вона виконала пісню «Moi. Lolita».
21 травня вийшов черговий відеокліп Алізе під назвою «J'ai Pas Vingt Ans» («Мені не двадцять років»). Кліп знятий під керівництвом Лорана Бутонна. У цьому кліпі Алізе показує відмінну хореографію, танцюючи на сцені з групою танцюристів під ритмічну танцювальну музику за участі електрогітари. Сингл на цю ж пісню вийшов трохи пізніше — 3 червня. Восени почалося перше концертне турне Алізе. 26 серпня вона дала сім концертів у паризькому концертному залі «Олімпія», потім вирушила гастролювати по всій Франції, за тим виступила з концертами в Бельгії і Швейцарії.
Тим часом, 1 жовтня зняли ще один відеокліп Алізе під назвою «À Contre-courant» («Зустрічні течії»). Цей кліп зняв режисер кліпу «L'Alizé» П'єр Стін у бельгійському місті Бінчі (Binche) за два дні. Знімання відбувалося на покинутому заводі, за участі справжнього циркового акробата, що виконував різні номери на канаті. Як завжди, за кліпом, 7 жовтня виходить і сингл співачки на цю пісню. За деякий час після закінчення концертного турне, 4 жовтня, Алізе випустила подвійний альбом «Gourmandises/Mes Courants Électriques», до якого увійшли пісні з двох раніше випущених альбомів.
18 жовтня, після тривалого очікування шанувальників, вийшов концертний альбом Алізе. Це CD- і DVD- збірка пісень, записаних у прямому ефірі під час концертного турне Алізе 2003 року, під назвою «Alizée En Concert» («Алізе на концерті»). Одночасно вийшов сингл і відеокліп під назвою «Amelie m'a dit» («Амелі мені сказала») на ще одну повільну і ліричну пісню Алізе. Кліп складається з різних уривків виступів співачки під час її концертів.

### 2004 рік
17 січня 2004 роки Алізе дала свій завершальний концерт у концертному залі Парижа «Le Zenith», улаштувавши публіці барвисте шоу і виконавши свої сімнадцять пісень з двох альбомів.
Після завершального концерту, починаючи з 2004 року, Алізе взяла творчу перерву на невизначений термін.

### 2005—2008 роки

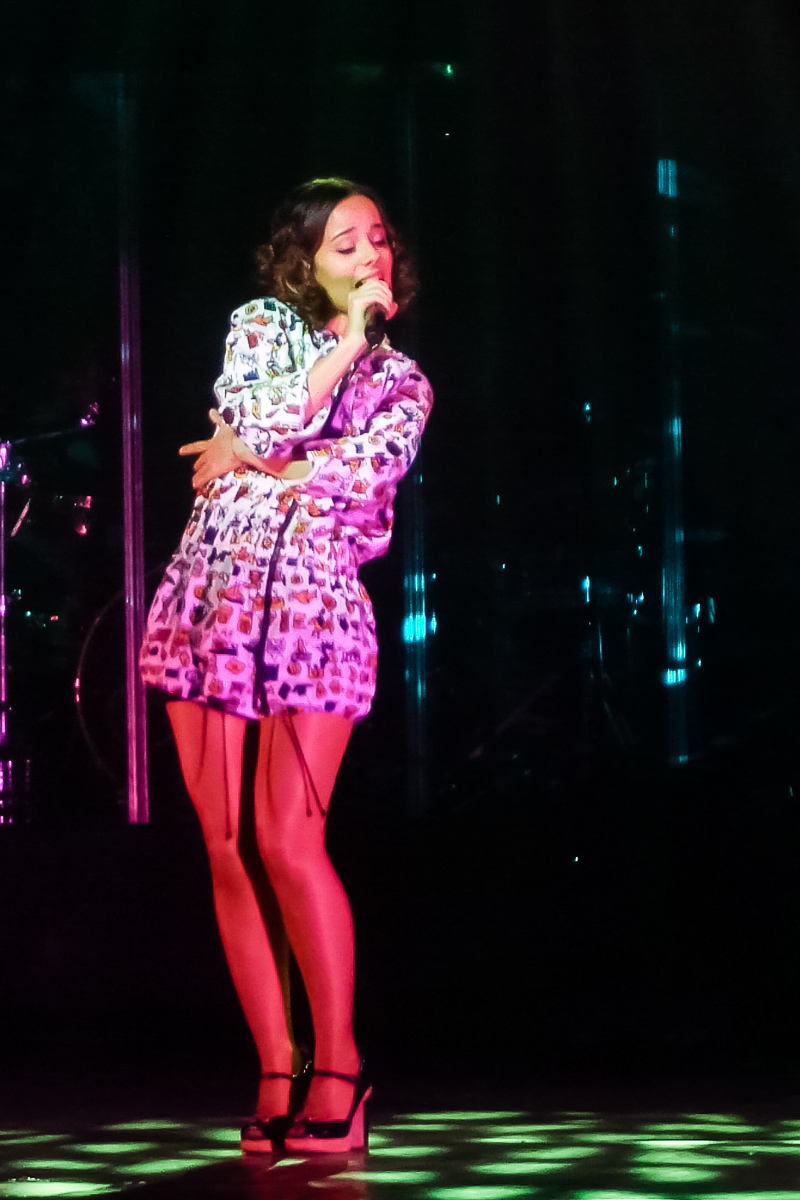
Концерт в Москві, 2008

Відтоді, як Алізе припинила свою музичну діяльність у лютому 2004 року, не виходило жодного офіційного повідомлення про її повернення. Її офіційний інтернет-сайт не функціонує з літа 2005 року. Упродовж цього часу з'являлося багато новин щодо повернення Алізе і продовження кар'єри, більшість з яких врешті-решт виявлялися помилковими. Однак 3 квітня 2006 року вебмайстер одного із фан-сайтів співачки Le Nid dAlizée отримав повідомлення, написане від руки і підписане Алізе, що свідчило про те, що співачка працює над своїм третім альбомом.
7 липня 2006 року шоу, що відбувалося на французькому телеканалі «Europe 2», під назвою «Le JT de la musique» оголосило, що Алізе «більше не співпрацює з колишнім продюсером і автором слів її пісень Мілен Фармер» і зараз працює над створенням третього альбому. Було також оголошено, що слова для нових пісень пише Жан Фок (фр. Jean Faulques). Жеремі Шатлен також пов'язаний із новим альбомом, що він підтвердив у своєму інтерв'ю. У вересні 2007 року Алізе підписала контракт з рекорд-лейблом RCA Records/Sony BMG, а 30 вересня вийшов її новий сингл «Mademoiselle Juliette». 3 грудня 2007 року вийшов третій студійний альбом Алізе Psychédélices.
За 4 дні він став золотим, досягнувши обсягу продажів — 30—000 копій. Альбом досяг тільки 16-ї позиції у Французьких чартах (за перший тиждень було продано тільки 11 000 копій). Навесні 2008 року було продано близько 300 000 копій альбому в усьому світі.
У травні 2008 р. Алізе вперше відвідала Мексику. На 5 березня було заплановано роздача автографів, але її скасували через проблеми з безпекою. Алізе виступила з імпровізованою конференцією, щоб вибачитись перед своїми фанатами і пообіцяла виправити це за наявності такої можливості під час наступного візиту до Мексики, який відбудеться під час великого турне.
18 травня 2008 р. Алізе починає велике турне, яке називається Psychédélices Tour. Треклист турне містить 16—19 композицій, серед яких пісні із нового альбому, а також мікси на хіти минулих років. Концерти в Мексиці стали великою подією для прихильників співачки і мали величезний успіх.

### 2009—2014 роки
У січні 2009 року Алізе бере участь у серії благодійних концертів Les Enfoirés font leur cinéma. 18 квітня того ж року вона проводить заключний концерт Psychedelices Tour на острові Сан-Маркос.
У січні 2010 року співачка з гуртом відомих французьких артистів бере учать у серії концертів Les Enfoires, які пройшли в Ніцці. 17 лютого виходить перший сингл із нового альбому співачки Les Collines (Never Leave You), за місяць виходить кліп на цю пісню. 29 березня того ж року відбулася презентація альбому Une enfant du siècle. До нового альбому ввійшли 10 композицій. Не дивлячись на позитивні відгуки музичних критиків, альбом не отримав високих рейтингів продажу. За різними джерелами було продано близько 30 000 копій цього альбому (24-те місце у французьких чартах).
28 червня 2012 року вийшов сингл Á cause de l'automne з нового альбому «5». У роботі над альбомом брав участь Жан-Жак Гольдман.
П'ятий студійний альбом співачки вийшов 25 березня 2013 року, але його знову чекала комерційна невдача, було продано менше ніж 8000 копій і він піднявся лише до 27-го місця в альбомних чартах. Восени 2013 року Алізе брала участь у 4-му сезоні французького аналога телешоу «Танці з зірками» в парі з Грегуаром Ліоне і перемогла в цьому конкурсі.
У червні 2014 року вийшов її новий альбом — Blonde. Одну з пісень альбому Алізе присвятила Мілен Фармер.

### «Blonde» і музична пауза (2014—2016)
Наприкінці грудня 2013 року співачка розпочала запис свого шостого альбому за участі Паскаля Обіспо, Лайонела Флоренса та Зазі. Перший сингл «Blonde», написаний самим Паскалем Обіспо, був представлений у березні 2014 року, а однойменний альбом вийшов 23 червня 2014 року. Отримавши дуже неоднозначні відгуки сингли «Blonde» і «Alcaline» не були настільки успішними, як очікувалося, і запланований тур був скасований через відсутність замовлень.

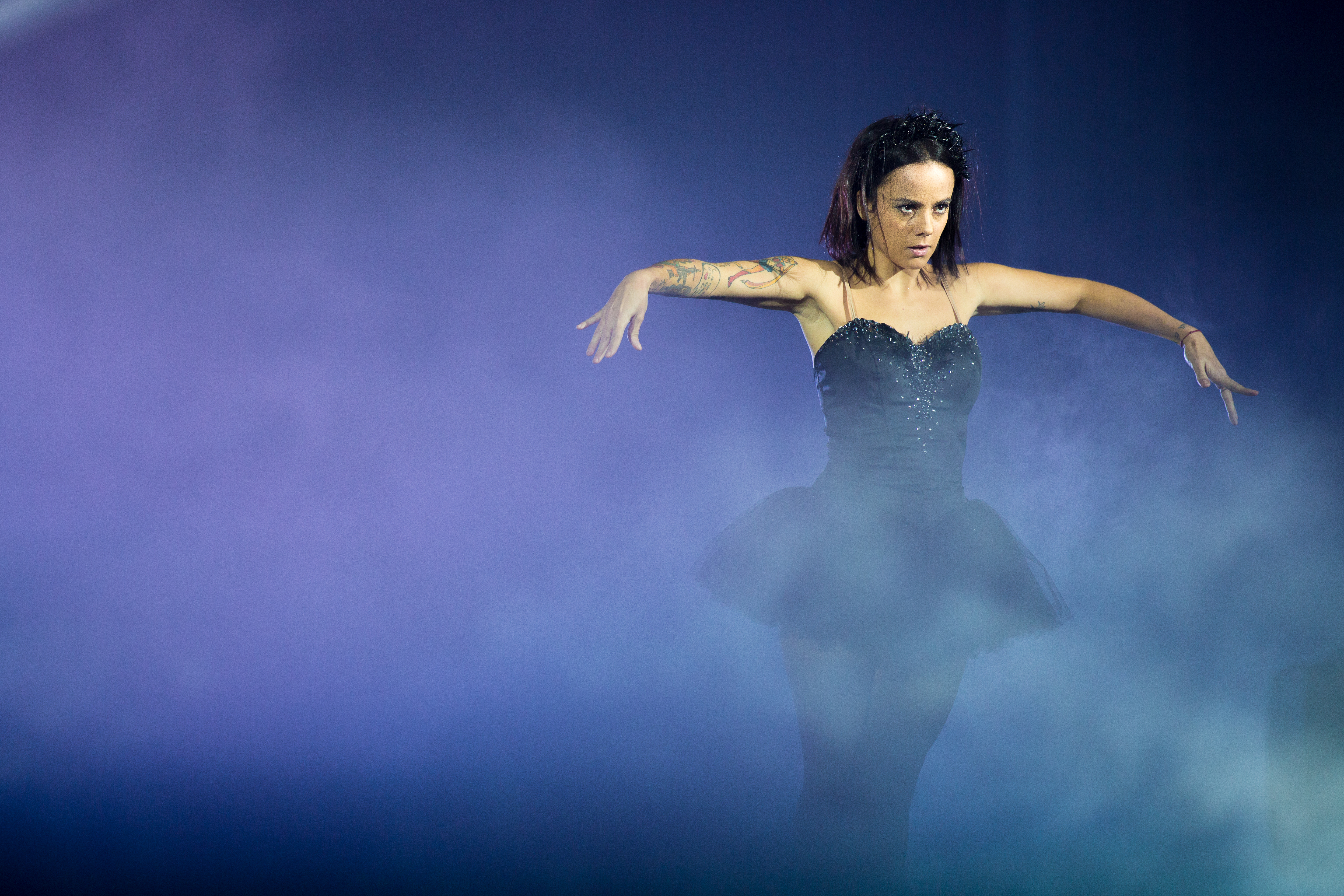
Алізе в сучасному танці з «Лебединого озера» в театрі «Галаксі» в Амневілі, 2014 рік.

У вересні 2014 року вона взяла участь у випуску синглу «Kiss & Love» на підтримку Sidactionі оголосила про свою участь у турі 2014—2015 років «Танці з зірками». Алізе також взяла участь у збірці «Ми любимо Дісней 2» з піснею «Tendre rêve», обраною першим синглом з альбому. Ця пісня буде використана для саундтреку до фільму «Попелюшка» (2015), а Алізе почала працювати з Лорі Пестер над дубляжем фільму «Clochette et la créature légendaire», надаючи свій голос феї Нікс.
Після появи на шоу «Танці з зірками» Алізе почала активно працювати танцівницею в різних шоу, зрештою відкривши разом зі своїм чоловіком Грегуаром Ліонне академію танцю в Аяччо — студію AG (Studio de danse Lyonnet). У жовтні 2017 року вона оголосила, що хоче призупинити свою музичну кар'єру , щоб повернутися до свого першого кохання — танцю.
У 2017 році в Мережі з'явилося відео, де співачка як учасниця музичного шоу виконує свою знамениту композицію «Moi … Lolita». Алізе зробила татуювання, яке покриває праву руку виконавиці від плеча до кисті. Шанувальники співачки неоднозначно сприйняли цю нову прикрасу. Частина захопилася вибором артистки, інші визнали, що дитячий образ Алізе з перших концертів та кліпів із цією піснею їм подобався більше.

### Ремікси та вінілові перевидання (2018—2023)
Наприкінці серпня 2018 року Алізе оголосила про музичне повернення на сцену на три дати, одну в Польщі і дві в Мексиці, 12 жовтня в Пуеблі та 14 жовтня в Мехіко, які зрештою були скасовані.

## Особисте життя
Хоча Алізе Жакоте найвідоміша як співачка, вона також полюбляє танці та досить добре володіє класичним танцем, джазом, балетом в італійському стилі, чечіткою і фламенко.
Алізе Жакоте одружилася з французьким співаком Джеремі Шателеном у Лас-Вегасі, штат Невада, 6 листопада 2003 року. 28 квітня 2005 року народила дочку Аннілі. Громадськість дізналася про шлюб у лютому 2004 року, коли журнал Voici опублікував копію їхнього свідоцтва про шлюб у своїй статті. Співачка мовчала про своє особисте життя і тримала дитину подалі від преси, наскільки це було в її силах, але з 2011 року стала набагато відкритішою щодо свого приватного життя. Сім'я проживала на Єлісейських полях у Парижі.
Пара розлучилася на початку 2012 року. Під час «Танців з зірками» восени 2013 року познайомилася і почала зустрічатися з партнером по шоу Грегуаром Ліонне, одружилася з ним 18 червня 2016 року.
У дописі в Instagram від 24 травня 2019 року Алізе оголосила, що вагітна. Пізніше повідомила, що поява дівчинки запланована на грудень. Алізе народила Меггі Ліонне 24 листопада 2019 року.

## Дискографія
- Gourmandises (2000)
- Mes Courants Électriques (2003)
- Psychédélices (2007)
- Une enfant du siècle (2010)
- 5 (2013)
- Blonde (2014)